# Croglio
Croglio är en ort i kommunen Tresa i kantonen Ticino, Schweiz. Orten var före den 18 april 2021 en egen kommun, men slogs då samman med kommunerna Monteggio, Ponte Tresa och Sessa till den nya kommunen Tresa.
Kommunen var indelad i nio frazioni, Croglio, Barico, Beride, Biogno, Castelrotto, Madonna del Piano, Purasca Inferiore, Purasca Superiore och Ronco. Den gränsade i sydväst mot Italien och gränsfloden Tresa.